# Lista de seleções participantes do Campeonato Africano das Nações de 2008
O Campeonato Africano das Nações de 2008 está a ser disputado no Gana por 16 seleções de futebol. Cada uma das 16 seleções teve o direito de alistar 23 jogadores. Cada jogador envergará o mesmo número na camisola durante todos os jogos do torneio.
A fase final do torneio é disputada entre 20 de Janeiro a 10 de Fevereiro de 2008.

## Grupo A

### Gana
Lista final divulgada a 11 de Janeiro de 2008
| # | Posição   | Nome                 | Clube                         |
| - | --------- | -------------------- | ----------------------------- |
|   | GR        | Fatau Dauda          | Ashanti Gold SC               |
|   | GR        | Sammy Adjei          | FC Ashdod                     |
|   | GR        | Richard Kingson      | Birmingham City Football Club |
|   | DR        | Illiasu Shilla       | Saturn Ramenskoye             |
|   | DR        | Nana Asare           | KV Mechelen                   |
|   | DF        | Harrison Afful       | Asante Kotoko                 |
|   | DF        | John Mensah          | Stade Rennais Football Club   |
|   | DF        | John Paintsil        | West Ham United FC            |
|   | DF        | Hans Sarpei          | Bayer Leverkusen              |
|   | MF        | Anthony Annan        | IK Start                      |
|   | MF        | Ahmed Barusso        | AS Roma                       |
|   | MF        | Laryea Kingston      | Heart of Midlothian FC        |
|   | MF        | Eric Addo            | PSV Eindhoven                 |
|   | MF        | Bennard Yao Kumordzi | Panionios                     |
|   | MF        | Sulley Ali Muntari   | Portsmouth FC                 |
|   | MF        | Haminu Dramani       | FC Lokomotiv Moscou           |
|   | MF        | Michael Essien       | Chelsea FC                    |
|   | MF        | André Ayew           | Olympique de Marseille        |
|   | AV        | Junior Agogo         | Nottingham Forest             |
|   | AV        | Asamoah Gyan         | Udinese                       |
|   | AV        | Baffour Gyan         | FC Saturn Ramenskoye          |
|   | AV        | Quincy Owusu-Abeyie  | Celta de Vigo                 |
|   | AV        | Kwadwo Asamoah       | Liberty Professionals         |
|   | Treinador | Claude Le Roy        |                               |

### Guiné
Lista final divulgada a 12 de Janeiro de 2008
| # | Posição   | Nome                  | Clube                                   |
| - | --------- | --------------------- | --------------------------------------- |
|   | GR        | Kémoko Camara         | sem clube                               |
|   | GR        | Naby Diarso           | Satellite FC                            |
|   | GR        | Naby Yattara          | RACS Couillet                           |
|   | DF        | Bobo Baldé            | Celtic                                  |
|   | DF        | Habib Baldé           | Stade de Reims                          |
|   | DF        | Alsény Camara         | Rodez AF                                |
|   | DF        | Ibrahima Camara       | Le Mans Union Club 72                   |
|   | DF        | Kévin Constant        | Toulouse FC                             |
|   | DF        | Mamadou Alimou Diallo | Sivasspor                               |
|   | DF        | Daouda Jabi           | Trabzonspor                             |
|   | DF        | Oumar Kalabane        | Manisaspor                              |
|   | DF        | Kamil Zayatte         | BSC Young Boys                          |
|   | MF        | Mohamed Cisse         | Bursaspor                               |
|   | MF        | Pascal Feindouno      | AS Saint-Étienne                        |
|   | MF        | Samuel Johnson        | Ismaily                                 |
|   | MF        | Mohamed Sacko         | Étoile Sportive du Sahel                |
|   | MF        | Naby Soumah           | CS Sfaxien                              |
|   | MF        | Kanfory Sylla         | Sivasspor                               |
|   | AV        | Ismaël Bangoura       | Dynamo Kyiv                             |
|   | AV        | Karamoko Cissé        | Hellas Verona Football Club             |
|   | AV        | Victor Correia        | AS Cherbourg                            |
|   | AV        | Fodé Mansaré          | Toulouse FC                             |
|   | AV        | Souleymane Youla      | Lille Olympique Sporting Club Métropole |
|   | Treinador | Robert Nouzaret       |                                         |

### Marrocos
Lista final divulgada a 4 de Janeiro de 2008
| # | Posição | Nome                    | Clube                               |
| - | ------- | ----------------------- | ----------------------------------- |
|   | GR      | Abdelillah Bagui        | Maghreb Fez                         |
|   | GR      | Khalid Fouhami          | Raja Casablanca                     |
|   | GR      | Nadir Lamyaghri         | Wydad Casablanca                    |
|   | DF      | Jamal Alioui            | FC Sion                             |
|   | DF      | Abdessamad Chahiri      | Difaa El Jadida                     |
|   | DF      | Michaël Chrétien Basser | Association Sportive Nancy-Lorraine |
|   | DF      | Talal El Karkouri       | Qatar Sports Club                   |
|   | DF      | Amin Erbati             | Dhafra                              |
|   | DF      | Hicham Mahdoufi         | FC Metalist Kharkiv                 |
|   | DF      | Abdeslam Ouaddou        | Valenciennes Football Club          |
|   | MF      | Soufiane Alloudi        | Al-Ain                              |
|   | MF      | Badr El Kaddouri        | Dynamo Kyiv                         |
|   | MF      | Abderrahman Kabous      | CSKA Sofia                          |
|   | MF      | Houssine Kharja         | Piacenza                            |
|   | MF      | Abdelkarim Kissi        | Enosis Neon Paralimni               |
|   | MF      | Youssef Safri           | Southampton Football Club           |
|   | MF      | Tarik Sektioui          | Porto                               |
|   | AV      | Hicham Aboucherouane    | Espérance Sportive de Tunis         |
|   | AV      | Marouane Chamakh        | FC Girondins de Bordeaux            |
|   | AV      | Bouchaib El Moubarki    | Grenoble Foot 38                    |
|   | AV      | Youssouf Hadji          | Association Sportive Nancy-Lorraine |
|   | AV      | Youssef Mokhtari        | Al-Rayyan Sports Club               |
|   | AV      | Moncef Zerka            | Association Sportive Nancy-Lorraine |

### Namíbia
Lista final divulgada a 11 de Janeiro de 2008
| # | Posição | Nome                  | Clube              |
| - | ------- | --------------------- | ------------------ |
|   | GR      | Athiel Mbaha          | Orlando Pirates FC |
|   | GR      | Abisai Shiningayamwe  | Jomo Cosmos        |
|   | GR      | Ephraim Tjihonge      | Black Leopards     |
|   | DF      | Michael Pienaar       | Ramblers           |
|   | DF      | Franklin April        | Civics             |
|   | DF      | Gottlieb Nakuta       | Blue Waters        |
|   | DF      | Richard Gariseb       | Wits University    |
|   | DF      | Hartman Toromba       | Black Leopards     |
|   | DF      | Jeremiah Baisako      | Ramblers           |
|   | DF      | Maleagi Ngarizemo     | Cape Town          |
|   | MF      | Quinton Jacobs        | Bryne              |
|   | MF      | Brian Brendell        | Civics             |
|   | MF      | Wycliff Kambonde      | Jomo Cosmos        |
|   | MF      | Abraham Shatimuene    | Primeiro de Agosto |
|   | MF      | Jamuovandu Ngatjizeko | Civics             |
|   | MF      | Oliver Risser         | sem clube          |
|   | MF      | Sydney Plaatjies      | Jomo Cosmos        |
|   | MF      | Collin Benjamin       | Hamburg            |
|   | AV      | Muna Katupose         | Oshakati City      |
|   | AV      | Levis Swartbooi       | Primeiro de Agosto |
|   | AV      | Rudolph Bester        | Eleven Arrows      |
|   | AV      | Pineas Jacob          | Ramblers           |
|   | AV      | Lazarus Kaimbi        | Jomo Cosmos        |

## Grupo B

### Benim
Lista final divulgada a 12 de Janeiro de 2008
| #  | Posição   | Nome               | Clube                       |
| -- | --------- | ------------------ | --------------------------- |
| 1  | GR        | Rachad Chitou      | Wikki Tourists              |
| 2  | MF        | Djiman Koukou      | Soleil FC                   |
| 3  | DF        | Khaled Adénon      | Le Mans                     |
| 4  | DF        | Bio Aï Traoré      | Panthères FC                |
| 5  | DF        | Damien Chrysostome | Casale                      |
| 6  | MF        | Jonas Okétola      | Thanda Royal Zulu           |
| 7  | DF        | Romuald Boco       | Accrington Stanley          |
| 8  | AV        | Razak Omotoyossi   | Helsingborgs IF             |
| 9  | AV        | Abou Maiga         | US Créteil                  |
| 10 | AV        | Oumar Tchomogo     | Portimonense                |
| 11 | MF        | Mouri Ogunbiyi     | Étoile Sahel                |
| 12 | DF        | Achille Rouga      | Stade Rennais Football Club |
| 13 | DF        | Noël Séka          | FC Fyn                      |
| 14 | DF        | Alain Gaspoz       | FC Bagnes                   |
| 15 | DF        | Anicet Adjamossi   | US Créteil                  |
| 16 | GR        | Yoann Djidonou     | Red Star Saint-Ouen         |
| 17 | MF        | Stéphane Sessègnon | Le Mans                     |
| 18 | DF        | Séïdath Tchomogo   | East Riffa Club             |
| 19 | MF        | Jocelyn Ahouéya    | FC Sion                     |
| 20 | AV        | Wassiou Oladipupo  | JS Kabylie                  |
| 21 | MF        | Sosthène Soglo     | Energie FC                  |
| 22 | GR        | Valère Amoussou    | Mogas 90 FC                 |
| 23 | AV        | Abdoulaye Ouzerou  | Buffles FC                  |
|    | Treinador | Reinhard Fabisch   |                             |

### Costa do Marfim
Lista final divulgada a 5 de Janeiro de 2008
| #  | Posição   | Nome              | Clube                    |
| -- | --------- | ----------------- | ------------------------ |
| 1  | GR        | Boubacar Barry    | Lokeren                  |
| 2  | AV        | Boubacar Sanogo   | Werder Bremen            |
| 3  | DF        | Arthur Boka       | Stuttgart                |
| 4  | DF        | Kolo Touré        | Arsenal                  |
| 5  | MF        | Didier Zokora     | Tottenham Hotspur        |
| 6  | DF        | Steve Gohouri     | Borussia Mönchengladbach |
| 7  | MF        | Emerse Faé        | Reading                  |
| 8  | AV        | Salomon Kalou     | Chelsea                  |
| 9  | AV        | Arouna Koné       | Sevilla                  |
| 10 | AV        | Gervinho          | Le Mans                  |
| 11 | AV        | Didier Drogba     | Chelsea                  |
| 12 | DF        | Abdoulaye Méïté   | Bolton Wanderers         |
| 13 | MF        | Romaric           | Le Mans                  |
| 14 | AV        | Bakari Koné       | Nice                     |
| 15 | AV        | Aruna Dindane     | Lens                     |
| 16 | GR        | Stephan Loboué    | Greuther Fürth           |
| 17 | MF        | Siaka Tiéné       | Saint Etienne            |
| 18 | AV        | Abdul Kader Keïta | Olympique Lyon           |
| 19 | MF        | Yaya Touré        | Barcelona                |
| 20 | DF        | Constant Djakpa   | Pandurii                 |
| 21 | DF        | Emmanuel Eboué    | Arsenal                  |
| 22 | DF        | Marc Zoro         | Benfica                  |
| 23 | GR        | Tiassé Koné       | Africa Sports            |
|    | Treinador | Gérard Gili       |                          |

### Mali
Lista final divulgada a 3 de Janeiro de 2008
| #  | Posição   | Nome                  | Clube                         |
| -- | --------- | --------------------- | ----------------------------- |
| 1  | GR        | Mahamadou Sidibè      | PAS Ioannina                  |
| 2  | DF        | Boubacar Koné         | Maghreb Fez                   |
| 3  | DF        | Adama Tamboura        | Helsingborgs IF               |
| 4  | DF        | Adama Coulibaly       | RC Lens                       |
| 5  | DF        | Souleymane Diamoutene | US Lecce                      |
| 6  | MF        | Mahamadou Diarra      | Real Madrid                   |
| 7  | AV        | Mamady Sidibé         | Stoke City                    |
| 8  | MF        | Bassala Touré         | Levadiakos FC                 |
| 9  | DF        | Amadou Sidibé         | Djoliba AC                    |
| 10 | AV        | Dramane Traoré        | FC Lokomotiv Moscou           |
| 11 | MF        | Djibril Sidibé        | La Berrichonne de Châteauroux |
| 12 | MF        | Seydou Keita          | Sevilla FC                    |
| 13 | AV        | Mamadou Diallo        | Qatar Sports Club             |
| 14 | MF        | Drissa Diakité        | OGC Nice                      |
| 15 | DF        | Cédric Kanté          | OGC Nice                      |
| 16 | GR        | Soumbeïla Diakité     | Stade Malien                  |
| 17 | DF        | Sammy Traoré          | AJ Auxerre                    |
| 18 | MF        | Souleymane Dembelé    | Djoliba AC                    |
| 19 | AV        | Frédéric Kanouté      | Sevilla FC                    |
| 20 | MF        | Mohamed Sissoko       | Liverpool                     |
| 21 | AV        | Mahamadou Dissa       | K.S.V. Roeselare              |
| 22 | GR        | Oumar Sissoko         | FC Metz                       |
| 23 | DF        | Moussa Coulibaly      | MC Algiers                    |
|    | Treinador | Jean-François Jodar   |                               |

### Nigéria
Lista final divulgada a 10 de Janeiro de 2008
| #  | Posição   | Nome                 | Clube                   |
| -- | --------- | -------------------- | ----------------------- |
| 1  | GR        | Vincent Enyeama      | Hapoel Tel Aviv         |
| 2  | DF        | Joseph Yobo          | Everton                 |
| 3  | DF        | Taye Taiwo           | Olympique de Marseille  |
| 4  | AV        | Nwankwo Kanu         | Portsmouth              |
| 5  | DF        | Obinna Nwaneri       | Sion                    |
| 6  | DF        | Danny Shittu         | Watford                 |
| 7  | MF        | John Utaka           | Portsmouth              |
| 8  | AV        | Yakubu Aiyegbeni     | Everton                 |
| 9  | AV        | Obafemi Martins      | Newcastle United        |
| 10 | MF        | John Obi Mikel       | Chelsea                 |
| 11 | AV        | Peter Odemwingie     | FC Lokomotiv Moscou     |
| 12 | GR        | Austin Ejide         | Bastia                  |
| 13 | DF        | Rabiu Afolabi        | Sochaux-Montbéliard     |
| 14 | MF        | Seyi Olofinjana      | Wolverhampton Wanderers |
| 15 | AV        | Ikechukwu Uche       | Getafe                  |
| 16 | MF        | Dickson Etuhu        | Sunderland              |
| 17 | AV        | Stephen Makinwa      | Lazio                   |
| 18 | AV        | Victor Nsofor Obinna | Chievo                  |
| 19 | DF        | Ifeanyi Emeghara     | Steaua Bucharest        |
| 20 | MF        | Onyekachi Okonkwo    | Zürich                  |
| 21 | MF        | Richard Eromoigbe    | Levski Sofia            |
| 22 | DF        | Onyekachi Apam       | OGC Nice                |
| 23 | GR        | Dele Aiyenugba       | Bnei Yehuda             |
|    | Treinador | Berti Vogts          |                         |

## Grupo C

### Camarões
Lista final divulgada a 10 de Janeiro de 2008
| #  | Posição   | Nome                   | Clube                    |
| -- | --------- | ---------------------- | ------------------------ |
| 1  | GR        | Idriss Carlos Kameni   | RCD Espanyol             |
| 2  | DF        | Gilles Augustin Binya  | Benfica                  |
| 3  | DF        | Bill Tchato            | Qatar SC                 |
| 4  | DF        | Rigobert Song          | Galatasaray SK           |
| 5  | DF        | Timothée Atouba        | Hamburger SV             |
| 6  | DF        | Benoît Angbwa          | FC Krylya Sovetov Samara |
| 7  | MF        | Modeste M'bami         | Olympique de Marseille   |
| 8  | MF        | Geremi Njitap          | Newcastle United         |
| 9  | AV        | Samuel Eto'o           | FC Barcelona             |
| 10 | MF        | Achille Emana          | Toulouse FC              |
| 11 | MF        | Jean Makoun            | Lille OSC                |
| 12 | MF        | Alain N'Kong           | Atlante                  |
| 13 | MF        | Landry N'Guémo         | AS Nancy                 |
| 14 | MF        | Joël Epalle            | VfL Bochum               |
| 15 | MF        | Alexandre Song         | Arsenal                  |
| 16 | GR        | Souleymanou Hamidou    | Denizlispor              |
| 17 | AV        | Mohammadou Idrissou    | MSV Duisburg             |
| 18 | AV        | Bertin Tomou           | Mouscron                 |
| 19 | MF        | Stéphane Mbia          | Stade Rennais            |
| 20 | MF        | Paul Essola            | FC Arsenal Kiev          |
| 21 | AV        | Joseph-Désiré Job      | OGC Nice                 |
| 22 | GR        | Janvier Charles Mbarga | Canon Yaoundé            |
| 23 | DF        | André Bikey            | Reading                  |
|    | Treinador | Otto Pfister           |                          |

### Egito
Lista final divulgada a 11 de Janeiro de 2008
| #  | Posição   | Nome                 | Clube         |
| -- | --------- | -------------------- | ------------- |
| 1  | GR        | Essam El-Hadary      | Al-Ahly       |
| 2  | DF        | Mahmoud Fathallah    | Al-Zamalek    |
| 3  | MF        | Ahmed Elmohamady     | ENPPI         |
| 4  | DF        | Ibrahim Said         | Ankaragücü    |
| 5  | DF        | Shady Mohamed        | Al-Ahly       |
| 6  | DF        | Hani Said            | Ismaily       |
| 7  | DF        | Ahmed Fathy          | Al-Ahly       |
| 8  | MF        | Hosny Abd Rabo       | Ismaily       |
| 9  | AV        | Mohamed Zidan        | Hamburg       |
| 10 | AV        | Emad Moteab          | Al-Ahly       |
| 11 | MF        | Mohamed Shawky       | Middlesbrough |
| 12 | MF        | Omar Gamal           | Ismaily       |
| 13 | DF        | Tarek El-Sayed       | Al-Zamalek    |
| 14 | DF        | Sayed Moawad         | Ismaily       |
| 15 | MF        | Ahmed Shaaban        | Petrojet      |
| 16 | GR        | Mohamed Abdel Monsef | Al-Zamalek    |
| 17 | MF        | Ahmed Hassan         | Anderlecht    |
| 18 | AV        | Mohamed Fadl         | Ismaily       |
| 19 | AV        | Amr Zaki             | Al-Zamalek    |
| 20 | DF        | Wael Gomaa           | Al-Siliya     |
| 21 | MF        | Hassan Mostafa       | Al-Wahda      |
| 22 | MF        | Mohamed Aboutrika    | Al-Ahly       |
| 23 | GR        | Mohamed Sobhy        | Ismaily       |
|    | Treinador | Hassan Shehata       |               |

### Sudão
Lista final divulgada a 14 de Janeiro de 2008
| #  | Posição   | Nome               | Clube      |
| -- | --------- | ------------------ | ---------- |
| 1  | GR        | Akram Salim        | Al-Merrikh |
| 2  | DF        | Omer Bakhit        | Al-Hilal   |
| 3  | DF        | Mousa El Tayeb     | Al-Merrikh |
| 4  | DF        | Mohammed Khider    | Al-Hilal   |
| 5  | MF        | Ala'a Eldin Yousif | Al-Hilal   |
| 6  | MF        | Richard Gastin     | Al-Hilal   |
| 7  | DF        | Ala'a Eldin Gibril | Al-Hilal   |
| 8  | MF        | Haitham Mustafa    | Al-Hilal   |
| 9  | MF        | Hamouda Bashir     | Al-Hilal   |
| 10 | AV        | Haytham Tambal     | Al-Merrikh |
| 11 | AV        | Ala'a Babiker      | Al-Merrikh |
| 12 | MF        | Bader Galag        | Al-Merrikh |
| 13 | MF        | Mohamed Tahir      | Al-Hilal   |
| 14 | MF        | Mugahid Mohamed    | Al-Merrikh |
| 15 | DF        | Amir Koku          | Al-Merrikh |
| 16 | GR        | Elmuez Mahgoub     | Al-Hilal   |
| 17 | AV        | Faisal Agab        | Al-Merrikh |
| 18 | DF        | Khalid Jolit       | Al-Hilal   |
| 19 | DF        | Ahmed El-Basha     | Al-Merrikh |
| 20 | AV        | Abdel Amari        | Al-Merrikh |
| 21 | GR        | Mohamed Rihan      | Al-Merrikh |
| 22 | MF        | Saifeldin Masawi   | Al-Hilal   |
| 23 | MF        | Hassan Korongo     | Al-Hilal   |
|    | Treinador | Mohamed Abdallah   |            |

### Zâmbia
Lista final divulgada a 12 de Janeiro de 2008
| #  | Posição   | Nome             | Clube                   |
| -- | --------- | ---------------- | ----------------------- |
| 1  | GR        | Mike Poto        | Green Buffaloes FC      |
| 2  | AV        | Jacob Mulenga    | RC Strasbourg           |
| 3  | DF        | Kennedy Nketani  | Zanaco F.C.             |
| 4  | DF        | Joseph Musonda   | Golden Arrows           |
| 5  | DF        | Hijani Himoonde  | Lusaka Dynamos F.C.     |
| 6  | MF        | Francis Kasonde  | Power Dynamos F.C.      |
| 7  | MF        | Clifford Mulenga | Maccabi Petach Tikva FC |
| 8  | MF        | Isaac Chansa     | Helsingborgs IF         |
| 9  | AV        | Felix Sunzu      | Konkola Blades          |
| 10 | MF        | Ian Bakala       | Primeiro de Agosto      |
| 11 | AV        | Chris Katongo    | Brøndby IF              |
| 12 | AV        | Dube Phiri       | Primeiro de Agosto      |
| 13 | DF        | Willy Chinyama   | ZESCO United F.C.       |
| 14 | AV        | Emmanuel Mayuka  | Kabwe Warriors          |
| 15 | DF        | Chintu Kampamba  | Free State Stars        |
| 16 | GR        | Kennedy Mweene   | Free State Stars        |
| 17 | MF        | Rainford Kalaba  | ZESCO United F.C.       |
| 18 | DF        | Billy Mwanza     | Golden Arrows           |
| 19 | DF        | Clive Hachilensa | ZESCO United F.C.       |
| 20 | MF        | Felix Katongo    | Primeiro de Agosto      |
| 21 | AV        | James Chamanga   | Moroka Swallows         |
| 22 | GR        | Kalililo Kakonje | AmaZulu F.C.            |
| 23 | MF        | William Njovu    | Lusaka Dynamos          |
|    | Treinador | Patrick Phiri    |                         |

## Grupo D

### Angola
Lista final divulgada a 12 de Janeiro de 2008
| #  | Posição   | Nome                    | Clube              |
| -- | --------- | ----------------------- | ------------------ |
| 1  | GR        | Lamá                    | Petro Atlético     |
| 2  | DF        | Marco Airosa            | Fátima             |
| 3  | DF        | Jamba                   | AS Aviação         |
| 4  | DF        | Manuel Machado          | Anadia             |
| 5  | DF        | Kali                    | FC Sion            |
| 6  | DF        | Yamba Asha              | Petro Atlético     |
| 7  | MF        | Figueiredo              | Östers IF          |
| 8  | MF        | André Macanga           | Al-Kuwait          |
| 9  | AV        | Mateus                  | Boavista           |
| 10 | MF        | Maurito                 | Al-Kuwait          |
| 11 | MF        | Gilberto                | Al-Ahly            |
| 12 | GR        | Nuno                    | AS Aviação         |
| 13 | MF        | Édson                   | Paços de Ferreira  |
| 14 | MF        | Mendonça                | Estrela da Amadora |
| 15 | DF        | Rui Marques             | Leeds United       |
| 16 | AV        | Flávio                  | Al-Ahly            |
| 17 | MF        | Zé Kalanga              | Boavista           |
| 18 | AV        | Love                    | Primeiro Agosto    |
| 19 | MF        | Dedé                    | Paços de Ferreira  |
| 20 | DF        | Locó                    | Primeiro Agosto    |
| 21 | DF        | Luís Delgado            | FC Metz            |
| 22 | GR        | Mário                   | InterClube         |
| 23 | AV        | Manucho                 | Petro Atlético     |
|    | Treinador | Luís Oliveira Gonçalves |                    |

### Senegal
Lista final divulgada a 8 de Janeiro de 2008
| #  | Posição   | Nome                                              | Clube                |
| -- | --------- | ------------------------------------------------- | -------------------- |
| 1  | GK        | Tony Sylva                                        | Lille                |
| 2  | DF        | Ibrahima Sonko                                    | Reading              |
| 3  | DF        | Guirane N'Daw                                     | Sochaux              |
| 4  | DF        | Mohamed Sarr                                      | Standard Liège       |
| 5  | DF        | Souleymane Diawara                                | Bordeaux             |
| 6  | DF        | Ibrahima Faye                                     | Troyes               |
| 7  | FW        | Henri Camara                                      | West Ham United      |
| 8  | FW        | Mamadou Niang                                     | Marseille            |
| 9  | MF        | Babacar Gueye                                     | Metz                 |
| 10 | MF        | Ousmane N’Doye                                    | Académica de Coimbra |
| 11 | FW        | El Hadji Diouf                                    | Bolton Wanderers     |
| 12 | MF        | Moustapha Bayal Sall                              | Saint-Étienne        |
| 13 | DF        | Lamine Diatta                                     | Beşiktaş             |
| 14 | MF        | Papa Waigo                                        | Genoa                |
| 15 | MF        | Diomansy Kamara                                   | Fulham               |
| 16 | GK        | Cheick N'Diaye                                    | Creteil              |
| 17 | FW        | Modou Sougou                                      | União de Leiria      |
| 18 | MF        | Frédéric Mendy                                    | Bastia               |
| 19 | MF        | Papa Bouba Diop                                   | Portsmouth           |
| 20 | DF        | Abdoulaye Diagne-Faye                             | Newcastle United     |
| 21 | DF        | Habib Beye                                        | Newcastle United     |
| 22 | MF        | Papa Malick Ba                                    | Basel                |
| 23 | GK        | Bouna Coundoul                                    | Colorado Rapids      |
|    | Treinador | Henryk Kasperczak, substituído por Lamine N'Diaye |                      |

### África do Sul
Lista final divulgada
| #  | Posição   | Nome                    | Clube               |
| -- | --------- | ----------------------- | ------------------- |
| 1  | GR        | Rowen Fernández         | Arminia Bielefeld   |
| 2  | DF        | Bevan Fransman          | Moroka Swallows     |
| 3  | DF        | Tsepo Masilela          | Maccabi Haifa       |
| 4  | DF        | Aaron Mokoena           | Blackburn Rovers    |
| 5  | DF        | Nasief Morris           | Panathinaikos       |
| 6  | MF        | Lance Davids            | Djurgårdens IF      |
| 7  | DF        | Tumelo Nhlapo           | Bloemfontein Celtic |
| 8  | MF        | Siphiwe Tshabalala      | Kaizer Chiefs       |
| 9  | MF        | Surprise Moriri         | Mamelodi Sundowns   |
| 10 | MF        | Steven Pienaar          | Everton             |
| 11 | MF        | Elrio van Heerden       | Club Brugge         |
| 12 | MF        | Teko Modise             | Orlando Pirates     |
| 13 | DF        | Benson Mhlongo          | Mamelodi Sundowns   |
| 14 | AV        | Lerato Chabangu         | Mamelodi Sundowns   |
| 15 | AV        | Sibusiso Zuma           | Arminia Bielefeld   |
| 16 | GR        | Moeneeb Josephs         | Bidvest Wits        |
| 17 | AV        | Katlego Mphela          | Supersport United   |
| 18 | AV        | Excellent Walaza        | Orlando Pirates     |
| 19 | DF        | Bryce Moon              | Ajax Cape Town      |
| 20 | DF        | Brett Evans             | Ajax Cape Town      |
| 21 | AV        | Thembinkosi Fanteni     | Maccabi Haifa       |
| 22 | MF        | Kagisho Dikgacoi        | Golden Arrows       |
| 23 | GR        | Itumeleng Khune         | Kaizer Chiefs       |
|    | Treinador | Carlos Alberto Parreira |                     |

### Tunísia
Lista final divulgada a 10 de Janeiro de 2008
| #  | Posição   | Nome                   | Clube               |
| -- | --------- | ---------------------- | ------------------- |
| 1  | GR        | Hamdi Kasraoui         | Espérance de Tunis  |
| 2  | DF        | Saïf Ghezal            | BSC Young Boys      |
| 3  | DF        | Karim Haggui           | Bayer Leverkusen    |
| 4  | DF        | Wisam El-Abdy          | Al-Zamalek          |
| 5  | DF        | Wissam El Bekri        | Espérance de Tunis  |
| 6  | DF        | Radhouène Felhi        | Étoile du Sahel     |
| 7  | MF        | Chaouki Ben Saada      | Bastia              |
| 8  | MF        | Mehdi Nafti            | Birmingham City     |
| 9  | AV        | Yassine Chikhaoui      | FC Zürich           |
| 10 | MF        | Kamel Zaïem            | Espérance de Tunis  |
| 11 | AV        | Francileudo Santos     | FC Toulouse         |
| 12 | MF        | Jaouhar Mnari          | Nürnberg            |
| 13 | DF        | Saber Ben Frej         | Étoile du Sahel     |
| 14 | MF        | Chaker Zouaghi         | FC Lokomotiv Moscou |
| 15 | DF        | Radhi Jaïdi            | Birmingham City     |
| 16 | GR        | Aymen Mathlouthi       | Étoile du Sahel     |
| 17 | AV        | Issam Jemâa            | Caen                |
| 18 | DF        | Yassin Mikari          | Grasshoppers        |
| 19 | DF        | Mehdi Meriah           | Étoile du Sahel     |
| 20 | AV        | Mehdi Ben Dhifallah    | Étoile du Sahel     |
| 21 | MF        | Mejdi Traoui           | Étoile du Sahel     |
| 22 | GR        | Adel Nefzi             | Club Africain       |
| 23 | AV        | Mohamed Amine Chermiti | Étoile du Sahel     |
|    | Treinador | Roger Lemerre          |                     |